# 小川麻琴とへなぎのIDOBATA RADIO!!
『小川麻琴とへなぎのIDOBATA RADIO!!』（おがわまこととへなぎのイドバタラジオ）は、InterFM897で放送しているラジオのトーク番組であり、小川麻琴とへなぎの冠番組である。番組ハッシュタグは「#IDOBATA897」。

## 概要
元モーニング娘。の小川麻琴と元プロヲタクのアイドルプロデューサーへなぎがお送りする、他じゃ聞けないIDOBATA会議ラジオ。
芸能界やアイドル界のエンタメトークや裏話はもちろん、 会社のコンサルティング業やセカンドキャリアについても語る30分番組。
アイドル業界の議題についてトークしたり、アイドル関係者や他業種の文化人をゲストに招き、様々な助言やお互いの向上を目指してトークをする。

## 出演

### パーソナリティー
- 小川麻琴
- へなぎ

### アシスタント
- 齋藤高広（パイナップリン）

## 放送時間
- 2021年1月4日 - 2022年3月28日、InterFM897  毎週月曜 23:30 - 24:00[1]
- 2022年4月6日 - 2022年9月28日、InterFM897　毎週水曜(火曜深夜)　2:00 - 2:30(26:00 - 26:30)
- 2022年10月7日-2022年12月30日、InterFM897　毎週金曜(木曜深夜)　00:00 - 00:30(24:00 - 24:30)
- 2023年1月3日 - YouTubeチャンネル

## 番組コーナー
- 本日の議題

アイドル業界のさまざまなトークテーマを議題としてトークするコーナー。
- 現役アイドルからの質問

現役のアイドルから寄せられた質問や悩み相談に、小川とへなぎが答えるコーナー。
- ヲタクの悩み相談

アイドルヲタクから寄せられたアイドルヲタクならではの悩み相談を、元アイドル目線で小川麻琴が、現役アイドルプロデューサー目線、そして元プロヲタク目線でへなぎがアドバイスするコーナー。

## ゲスト及びその他の出演者
- 2021年3月29日[2] - 双葉凛乃（元煌めき☆アンフォレント）
- 2021年4月5日[3] -桐下愛未（煌めき☆アンフォレント）
- 2021年4月26日[4]、5月3日[5]、2022年1月3日[6]、1月10日[7] - アポロン山崎
- 2021年5月10日[8]、5月17日[9] - 清川麗奈（元READY TO KISS）
- 2021年6月21日[10]、6月28日[11] - 谷本貴義
- 2021年7月5日[12]、7月12日[13]、10月25日[14]、11月1日[15] - まりえ(40)
- 2021年8月2日[16]、8月9日[17] - クマムシ長谷川
- 2021年8月16日[18]、8月23日[19] - 稲葉貴子（元太陽とシスコムーン ）
- 2021年8月30日[20]、9月6日[21] - アンゴラ村長（にゃんこスター）
- 2021年10月11日[22]、10月18日[23] - 佐藤栞（刹那的アナスタシア、元AKB48）
- 2021年11月8日[24]、11月15日[25] - 前田美咲（愛乙女☆DOLL）、佐倉みき（愛乙女☆DOLL）
- 2021年11月22日[26]、11月29日[27] - ヲタル
- 2021年12月6日[28]、12月13日[29] - 青葉ひなり（FES☆TIVE）
- 2021年12月20日[30] - 柳瀬蓉（やなさん）
- 2022年1月17日[31] - 猫宮りな（綺星★フィオレナード）
- 2022年1月24日[32] - 達家真姫宝（煌めき☆アンフォレント）
- 2022年2月14日[33] 、2月21日[34]- 石井てる美